# کاخ مارینسکی (کی‌یف)
کاخ مارینسکی (اوکراینی: Маріїнський палац) اقامتگاه رسمی رئیس‌جمهور اوکراین در کی‌یف، اوکراین است. این کاخ که در سال ۱۷۵۲ میلادی ساخت آن تمام شده متعلق به یلیزاوتا امپراتریس روسیه بوده‌است.

## نگارخانه

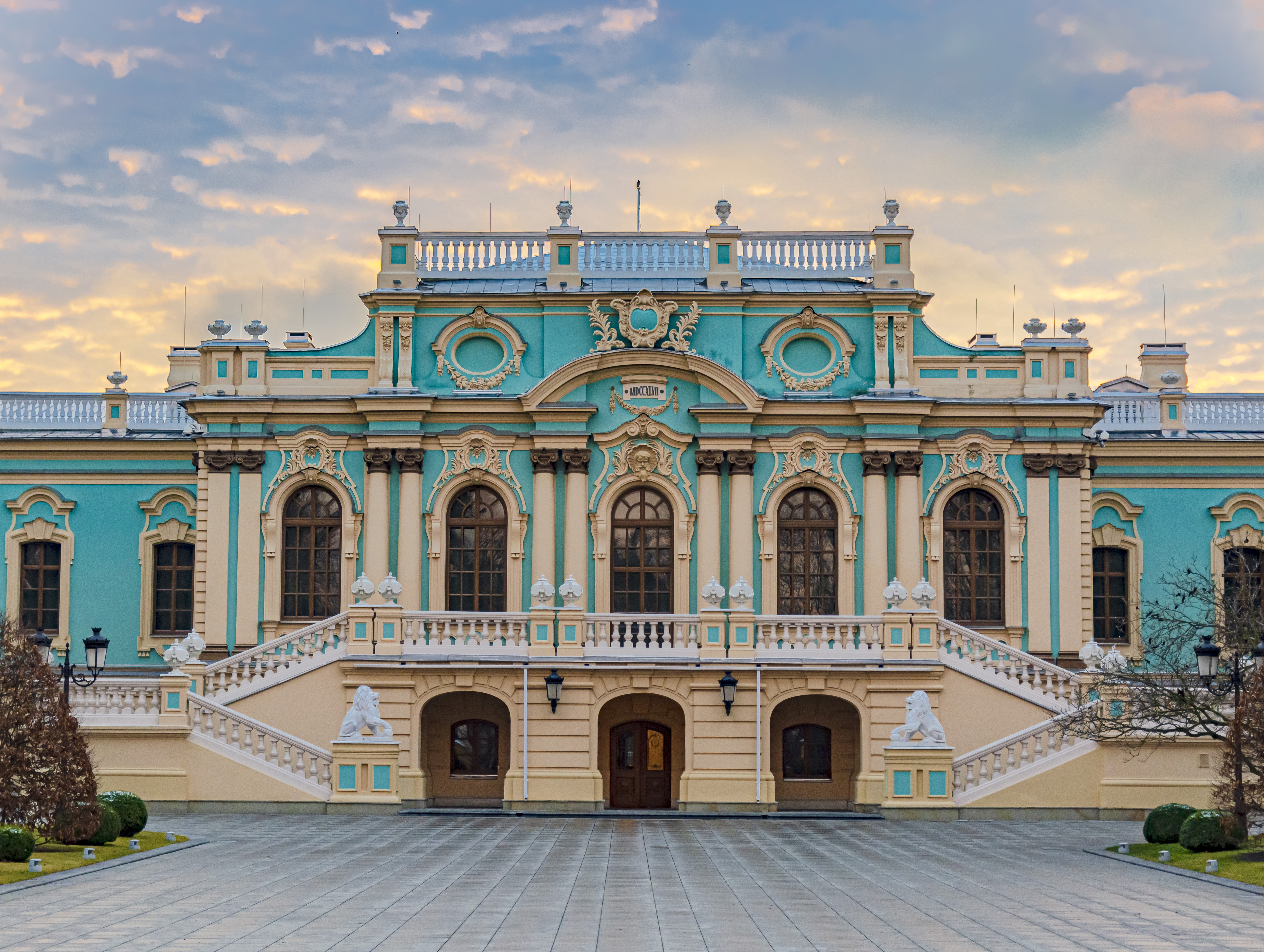
نمای پشت کاخ
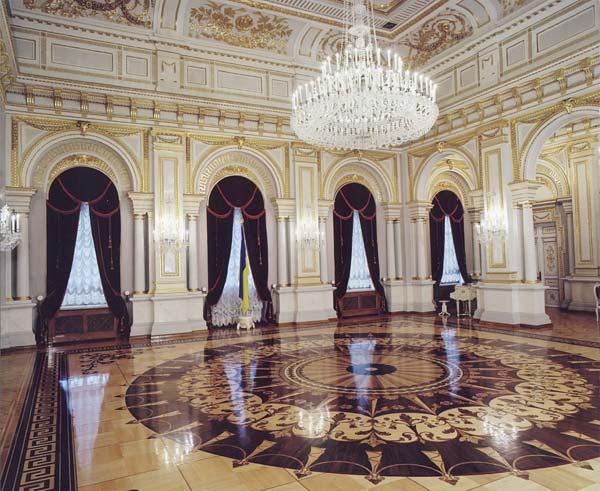
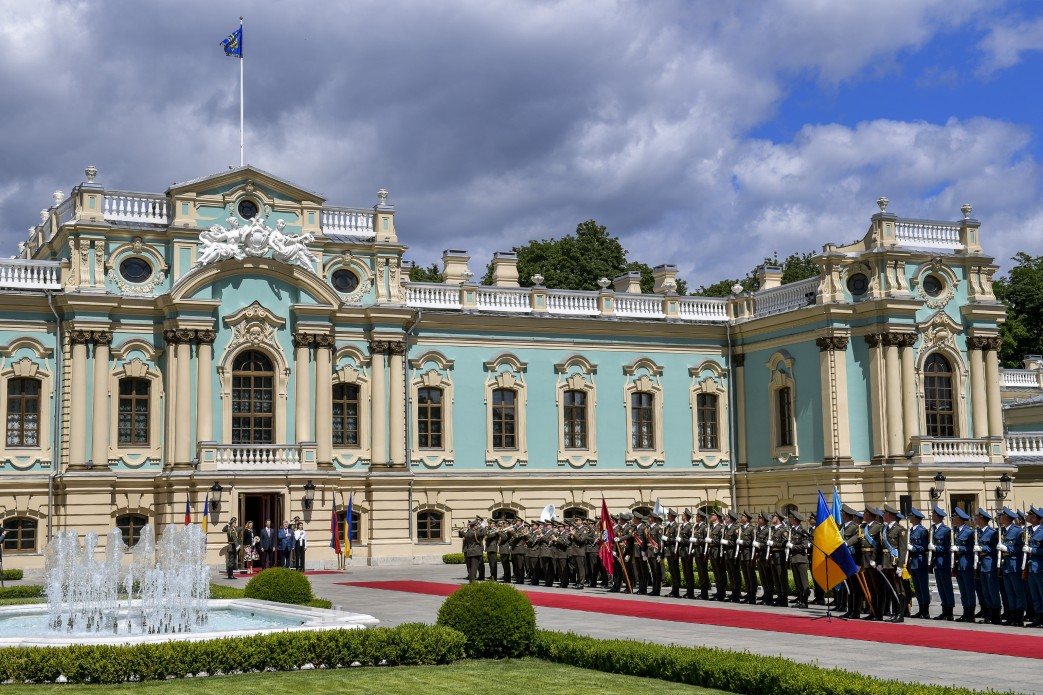
سفر رسمی شاهزاده آلویس لیختن اشتاین به کیف در ژوئن ۲۰۱۸.
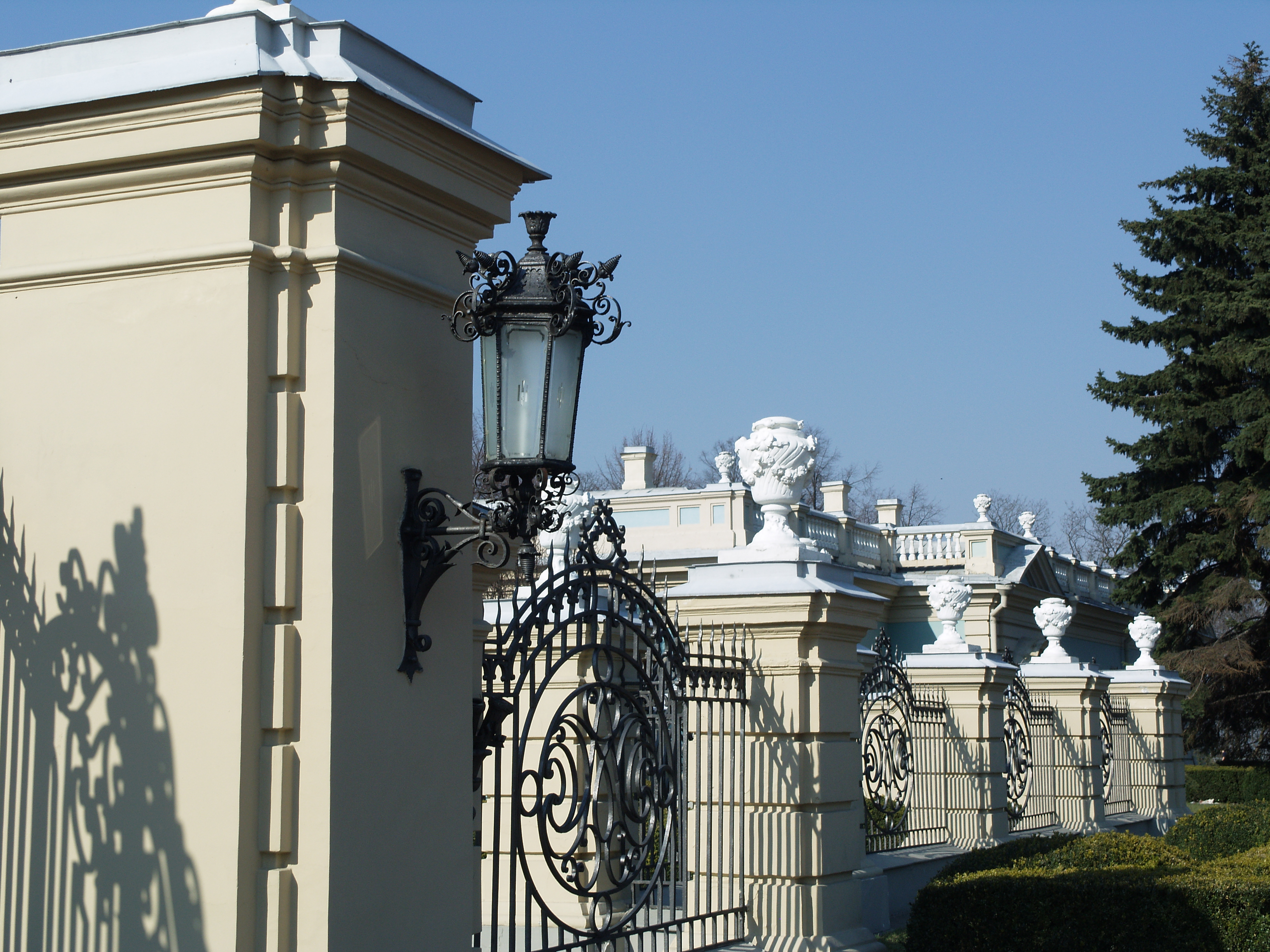
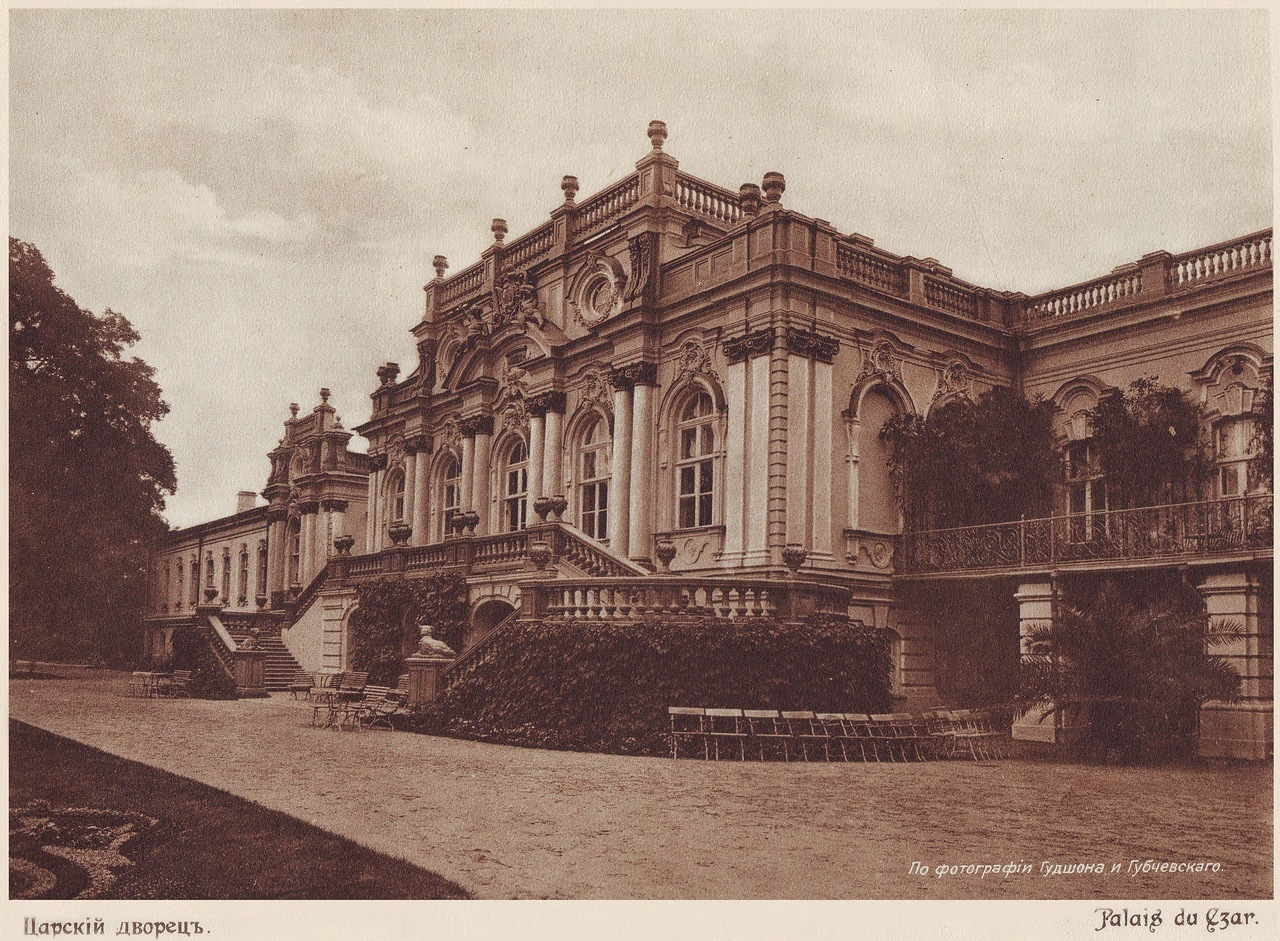
کاخ مارینسکی در ۱۹۱۱